# Apulcro de Castro
Apulcro de Castro (Bahia, c. séc. XIX – Rio de Janeiro, 25 de outubro de 1883) foi um jornalista brasileiro, assassinado por oficiais do Exército por supostamente atacar a honra de um deles.
Redator e proprietário do jornal Corsário, de forte crítica ao regime imperial de D. Pedro II, sua morte selou o destino do periódico e causou grande comoção no Rio de Janeiro, então a capital do país.
Mesmo contando com a popularidade do "Corsário", a elite intelectual brasileira repudiou o jornalismo de Apulcro, taxando-o de "difamatório", "amarelo" ou "abominável", e ao próprio como "semi-analfabeto", "verrineiro" e até "alucinado".
A despeito disto, para Capistrano de Abreu o episódio de seu homicídio foi o primeiro dos três estágios que marcaram o fim do Segundo Reinado (seguido pela Questão Militar e pela Proclamação da República, propriamente dita): "O assassinato de Apulcro de Castro, redator do Corsário, em outubro de 83, às barbas da polícia, por militares que ostentavam esse caráter, deixou claro que a monarquia contava seus dias pela paciência da guarnição".

## O "linchamento" por militares do Exército Brasileiro
Hermeto Lima traz um relato pontual (em domínio público) sobre os fatos que desencadearam a morte de Apulcro:
"A 20 de tantos de outubro de 1883, o "Corsário" traz um artigo violentíssimo, atacando a honra de um oficial do 1º regimento de Cavalaria.
Tendo um de seus redatores, Apulcro de Castro, por este fato sido ameaçado, foi pedir garantias de vida ao chefe de Polícia, dr. Belarmino Peregrino da Gama e Melo.
Foi isto na tarde de 25 de outubro. A chefatura de Polícia era então na rua do Lavradio, esquina da rua do Senado.
Tendo Apulcro de Castro às 2 horas da tarde procurado o dr. chefe de Polícia, e achando-se este muito ocupado na ocasião, mandou-o entender-se com o dr. Macedo de Aguiar, então delegado de semana.
Dirigiu-se Apulcro de Castro àquela autoridade e, expondo-lhe o objeto de sua queixa, pediu-lhe para que de qualquer modo interviesse para que o ajudante-general visconde da Gávea lhe garantisse a vida, então ameaçada por oficiais do Exército.
Levada a queixa ao chefe de Polícia, este determinou que Apulcro de Castro se dirigisse pessoalmente ao visconde e lhe expusesse a situação.
 Às 3 horas da tarde Apulcro retirou-se da Chefatura; mas, vendo nas imediações da rua do Lavradio alguns indivíduos que lhe pareceram suspeitos, voltou de novo à Secretaria assegurando que ia ser atacado.
Mandou o chefe de Polícia dispersar os grupos e imediatamente comunicar o ocorrido ao ajudante-general, pedindo-lhe providências sobre o que estava acontecendo.
Achando-se ausente o visconde da Gávea, atendeu ao emissário do chefe o ajudante de ordens capitão Ávila que, indo à Chefatura, afirmou ao chefe que ficasse descansado, porque nada aconteceria. O capitão Ávila retirou-se mas, voltou em seguida a falar ao chefe, dizendo-lhe que o grupo persistia em dar uma sova em Apulcro de Castro, mas que Apulcro descesse com ele e com ele tomasse o carro, que nada sucederia.
Desceram então os dois e tomaram o carro. Eram 4 horas e meia.
Mal, porém, o carro dobrava a rua do Lavradio, o grupo assalta-o e, de pau e punhal, avança para o redator do "Corsário", dando-lhe nove punhaladas: sete nas costas, uma na boca e outra na ilharga.
O capitão Ávila, tanto quanto lhe foi possível, procurou defender Apulcro de Castro da sanha dos agressores, mas nada conseguiu, ficando contundido em um braço.
Apulcro, moribundo, foi retirado do carro, falecendo minutos depois na polícia, não sendo possível prender nenhum dos assaltantes, que se dispersaram em fuga pelas ruas adjacentes."

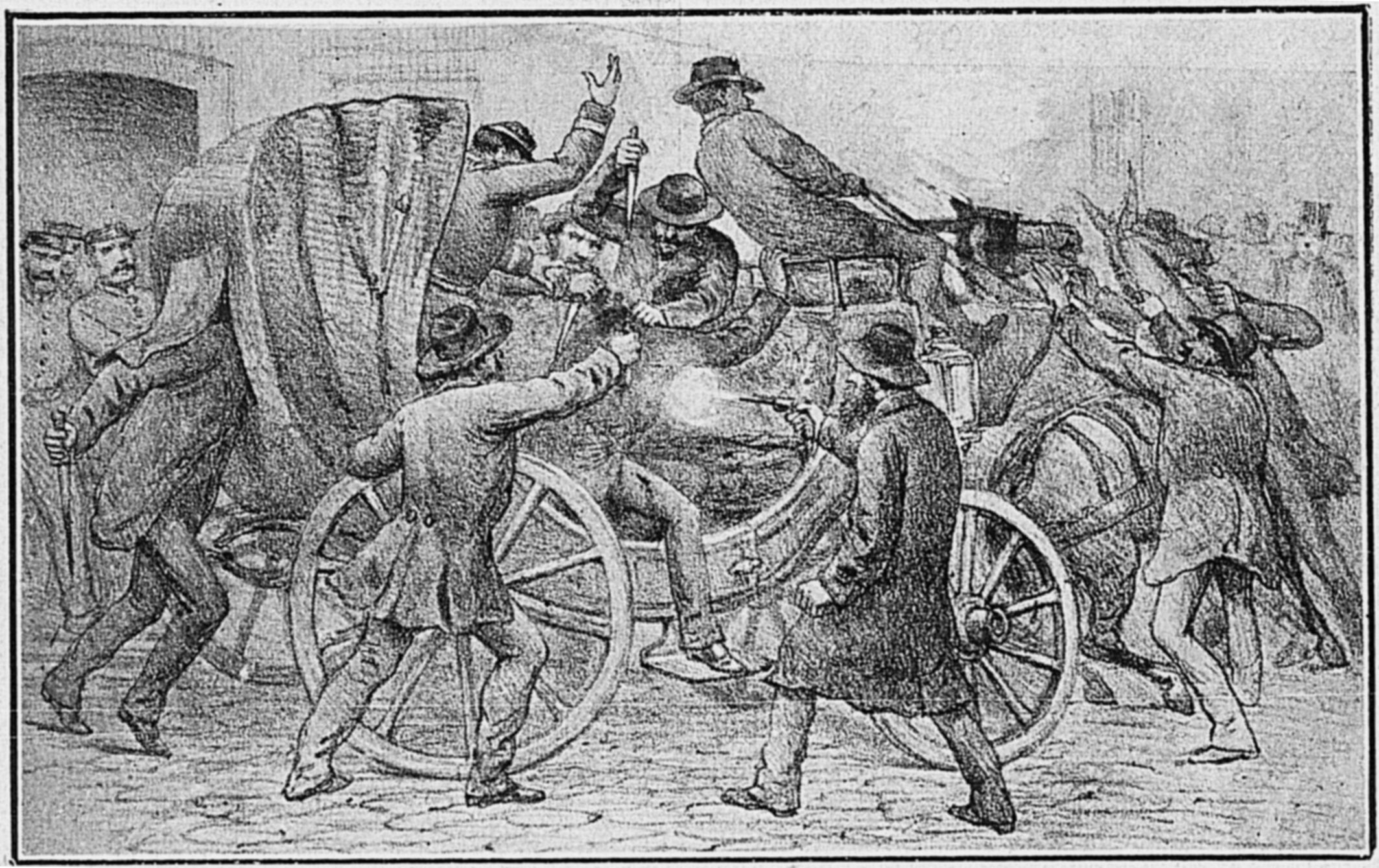
Ilustração mostrando o linchamento de Apulcro, do qual participaram vários militares, dentre os quais Moreira César.

Sobre a participação de Antônio Moreira César naquilo que qualificou de "linchamento", Euclides da Cunha registrou que as críticas ao exército feitas por Apulcro selaram-lhe a sentença de morte: "...e tendo respingado sobre o Exército parte das alusões indecorosas, que por igual abrangiam todas as classes, do último cidadão ao monarca, foi infelizmente resolvido por alguns oficiais, como supremo recurso, a justiça fulminante e desesperadora do linchamento. E entre os subalternos encarregados de executar a sentença — em plena rua, em pleno dia, diante da justiça armada pelos Comblains de toda a força policial em armas — figurava, mais graduado, o capitão Moreira César, ainda moço, à volta dos trinta anos, e tendo já em seus assentamentos, averbados, merecidos elogios por várias comissões exemplarmente cumpridas. E foi o mais afoito, o mais impiedoso, o primeiro talvez no esfaquear pelas costas a vítima, exatamente na ocasião em que ela, num carro, sentado ao lado de autoridade superior do próprio Exército, se acolhera ao patrocínio imediato das leis...". Como "punição", Moreira César recebeu uma mera transferência, segundo registrou Cunha: "O crime acarretou-lhe a transferência para Mato Grosso, e dessa Sibéria canicular do nosso Exército tornou somente após a proclamação da República".
O ajudante-de-ordens Ávila tentara defender Apulcro, sem sucesso, e este mesmo sacou de um punhal, que não chegou a usar.

## Reação popular e impunidade
A população, que adquiria o "Corsário" em peso pela curiosidade de saber os escândalos da Corte, revoltou-se; entre os dias seguintes (26 a 28 de outubro) atacou os postos policiais com paus e até armados com revólveres.
No dia 27 o governo, a fim de arrefecer os ânimos, demitira o chefe de polícia, Belarmino da Gama e Melo, nomeando para seu lugar a Tito Augusto Pereira de Matos, que abriu um inquérito para apurar o crime, não conseguindo, entretanto, apontar um culpado sequer.
No dia 28 fora divulgada a autópsia realizada no cadáver, constatando-se que Apulcro recebera dez ferimentos punctóricos (dos quais dois penetraram a região torácica), cinco incisivos e um por arma de fogo, bem como três contusões; apenas seis dos ferimentos foram na frente da vítima, todos os demais por trás.

### Relação com o abolicionismo e reação à morte de um negro
O memorialista alemão Carl von Koseritz, em sua obra "Imagens do Brasil" de 1885, registrou: "(alguns dias depois do linchamento) ao cair do crepúsculo, grandes quantidades de capoeiras (negros escravos amotinados) e semelhantes ‘indivíduos catilinários’ se reuniram na praça de São Francisco e começaram, ali e na rua do Ouvidor, a apagar os bicos de gás, e, logicamente, a destruir os lampiões, enquanto gritavam alto e bom som "Viva a Revolução" (…) o Rio tem nos seus capoeiras um mau exemplo e deles se aproveita a propaganda revolucionária dos abolicionistas, sublevando os homens de cor pela morte do negro Apulcro (…)".
Em 1884, oculto sob o pseudônimo de "Veritas", uma ameaça foi publicada "Aos Srs. abolicionistas"; dizia o texto indignado com o movimento abolicionista: "Todo o município neutro está estupefato de vossa «filantropia Proteção e Zelo pelos escravos» e perseguição às famílias!! (...) As famílias não sabem hoje se amanhã terão quem as sirva, vendo afastarem-lhe seus escravos" e logo profere a ameaça: "Caminhai Srs. das comissões ilegais, porque como os vossos clubes, outros se preparam para vos julgar, e a sua sentença de condenação será inevitável e cruelmente executada! Desta forma recebereis assim o prêmio a que tendes direito como recebeu o grande Apulcro de Castro...".

### Exumação e processo
O então auxiliar da Promotoria, João Baptista de Sampaio Ferraz, acusou a Polícia imperial pelo homicídio e o conselho de ministros o acusa de conspirar pela república; este então solicita nova autópsia e a exumação da qual participara o médico Barata Ribeiro, que desmaiou com o cheiro; Sampaio Ferraz então puxou o cadáver e determinou que se lhe fizesse a necrópsia, que confirma suas afirmações; o próprio Imperador Pedro II intervém, pedindo moderação aos seus ministros.
O inquérito então realizado pelo segundo delegado Teodoro Macedo Sodré se faz com a colheita de bastante provas, e foram indiciados onze militares pelo crime; foram denunciados, contudo, além de Moreira César, então capitão do 19º Batalhão de Infantaria: Bento Ferraz Gonçalves, tenente do mesmo 19º BI; dois alferes do 1º Regimento de Cavalaria Ligeira; Antônio Manuel de Aguiar e Silva e Isnard Caetano Pereira do Lago.
A despeito disto, os registros na folha de Moreira César para o ano de 1883 dão apenas que o mesmo ficara doente em duas ocasiões, sendo omissa sobre sua participação no crime; ele tinha a responsabilizar por seus atos o fato de sofrer de epilepsia.

## Opiniões primitivas
Já na época Ruy Barbosa defende o amigo e partidário junto ao Partido Liberal, o chefe do ministério Lafayette, a quem a oposição acusava de estar envolvido o seu governo com a morte de Apulcro. Lafayette Rodrigues Pereira, sob pseudônimo de "Labieno" escreveu artigos no Jornal do Commercio por volta de 1898; num destes atacou ao crítico literário sergipano Sílvio Romero que, mais tarde, respondeu-lhe: "Bem se vê que não conto nesse número o miserável e torpe covarde que escreveu contra mim umas infames e imundas sandices ultimamente no Jornal do Commercio com o pseudônimo de Labieno (...) a este desgraçado cultor do pode ser que sim pode ser que não, vulgarizador do rabinismo de Granada e um dos responsáveis pelo assassinato de Apulcro de Castro, não o respondi por o achar muito abaixo da crítica".
Vários autores condenaram, ao longo do tempo, o papel de Castro na imprensa, mesmo quando narravam o crime brutal do qual fora vítima; Escragnolle Doria em 1924 escreveu: "A questão do elemento servil foi a esfinge dos presidentes do conselho Martinho Campos, Paranaguá e Lafayette, este a braços com o incidente cadaveroso de Apulcro de Castro, apunhalada a lei no assassinato de um nocivo desgraçado".
Euclides da Cunha, em Os Sertões, assim reporta sobre ele,sem contudo citar-lhe o nome: "Um jornalista, ou melhor, um alucinado, criara, agindo libérrimo graças à frouxidão das leis repressivas, escândalo permanente de insultos intoleráveis na Côrte do antigo império...".
O próprio cronista Hermeto de Melo, citado acima ao narrar os fatos do assassínio, procurou diminuir o ato homicida transcrevendo em seu relato o que seriam as críticas indizíveis publicadas em "Corsário", pois este jornal dizia "verdades, esquecendo que nem todas elas se dizem ou devem ser ditas" e "não poupando a honra de ninguém, entrando na vida íntima e particular de todos, até mesmo na da família imperial", classificando o seu jornalismo como "abominável" e, mais adiante, ao comentar a reação popular ao crime praticado, diz: "Voltou-se o povo contra a polícia e não mais se lembrou dos insultos atirados pelo jornalista".
Em 1948, em artigo sem autoria, o jornal Correio da Manhã publicou a seguinte "avaliação" sobre Apulcro, no contexto da imprensa no II Reinado: "Um episódio triste de seu império não lhe comprometeu a autoridade e a respeitabilidade. Foi o de Apulcro de Castro, que não era jornalista, era um verrineiro de suja profissão, batedor de moedas, vivendo do comércio da difamação. Não tinha sequer qualidade de inteligência, ilustração, espírito público e honradez para servir à imprensa." e logo em seguida, conclui: "Morreu covardemente assassinado à porta da chefatura de polícia." M. Paulo Filho, no mesmo periódico em 1961 compara Apulcro ao francês Leon Daudet que era "um escritor brilhante, em França, mas insultador contumaz, extravasando ódio e bílis no fim do derradeiro e no começo deste século, seria hoje comparado a Apulcro de Castro, que era semianalfabeto e acabou fuzilado e apunhalado no Rio de Janeiro..." e seriam ambos representantes do que ele chama de "imprensa amarela".